# La Vall de Bianya
La Vall de Bianya (em catalão e oficialmente), Vall de Vianya (em castelhano) ou simplesmente Bianya é um município da Espanha na comarca da Garrotxa, província de Girona, comunidade autónoma da Catalunha. Tem 93,68 km² de área e em 2021 tinha 1 315 habitantes (densidade: 14 hab./km²).

## Demografia
| Variação demográfica do município entre 1991 e 2004[carece de fontes?] | Variação demográfica do município entre 1991 e 2004[carece de fontes?] | Variação demográfica do município entre 1991 e 2004[carece de fontes?] | Variação demográfica do município entre 1991 e 2004[carece de fontes?] |
| ---------------------------------------------------------------------- | ---------------------------------------------------------------------- | ---------------------------------------------------------------------- | ---------------------------------------------------------------------- |
| 1991                                                                   | 1996                                                                   | 2001                                                                   | 2004                                                                   |
| 1051                                                                   | 1076                                                                   | 1135                                                                   | 1214                                                                   |